# Anuppur
Anuppur é uma cidade e uma nagar panchayat no distrito de Shahdol , no estado indiano de Madhya Pradesh.

## Geografia
Anuppur está localizada a 23° 06′ N, 81° 41′ L. Tem uma altitude média de 505 metros (1656 pés).

## Demografia
Segundo o censo de 2001, Anuppur tinha uma população de 16 397 habitantes. Os indivíduos do sexo masculino constituem 52% da população e os do sexo feminino 48%. Anuppur tem uma taxa de literacia de 65%, superior à média nacional de 59,5%; com 59% para o sexo masculino e 41% para o sexo feminino. 15% da população está abaixo dos 6 anos de idade.